# Morille (Espagne)
Pour les articles homonymes, voir Morille.
Morille est une commune de la province de Salamanque dans la communauté autonome de Castille-et-León en Espagne.